# AVRO

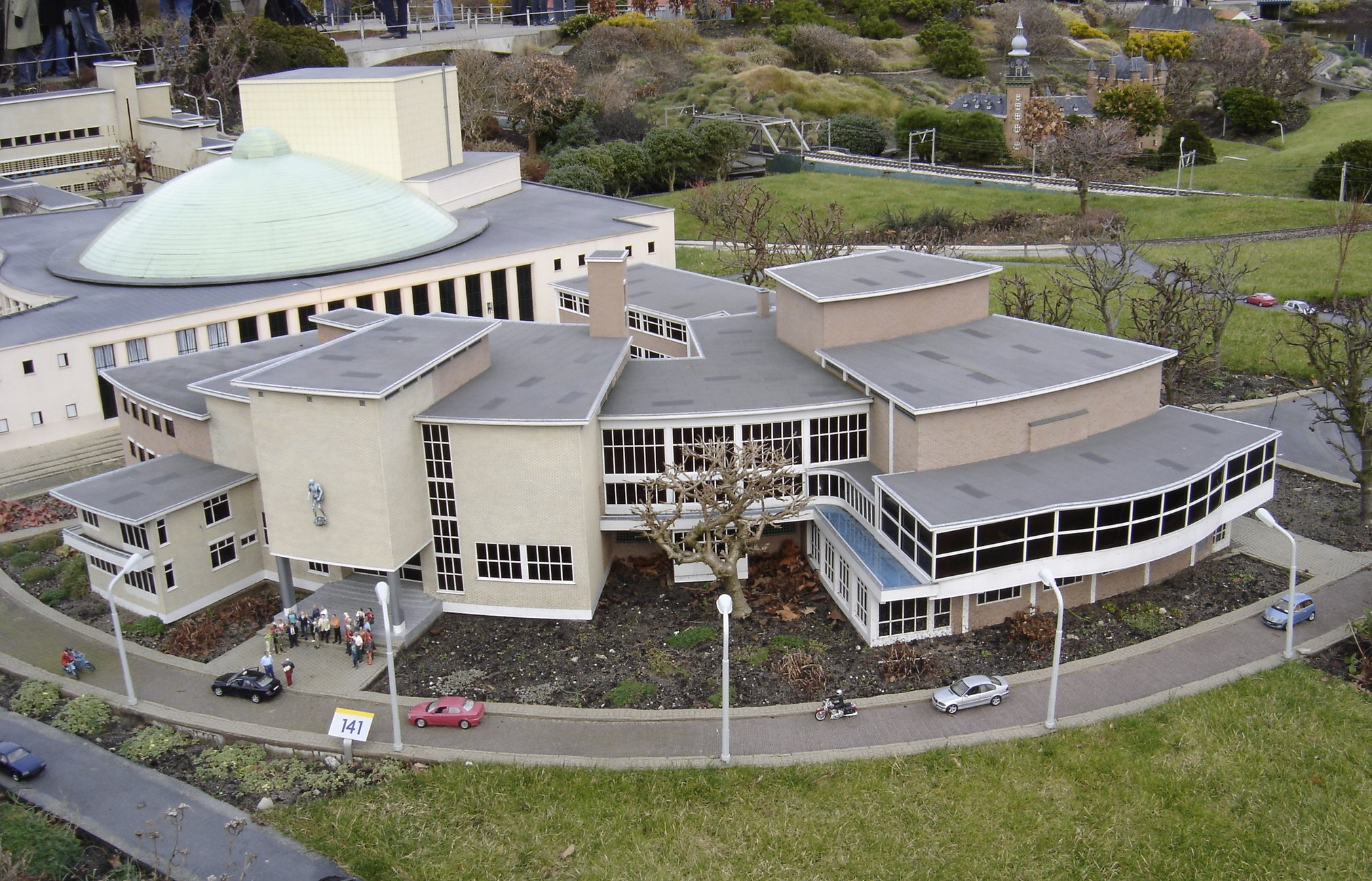
마두로담에 있는 AVRO 스튜디오

AVRO(네덜란드어: Algemene Vereniging Radio Omroep, 라디오 방송 일반 협회)는 네덜란드 공영 방송(NPO) 소속의 방송국이자, 네덜란드 최초의 공영 방송국이었다. 2014년에 TROS와 합병하여 AVROTROS가 되었다.

## 역사
AVRO는 1923년 7월 8일에 HDO(Hilversumsche Draadlooze Omroep)란 이름으로 설립되었으며, 같은 해 7월 21일에 네덜란드 최초의 정규 라디오 방송을 제공하기 시작했다. 1927년에 ANRO(Algemeene Nederlandsche Radio Omroep)로 이름을 바꾸고, 같은 해 11월에 NOV(Nederlandsche Omroep Vereeniging)와 합병이 체결되었다. 1927년 12월 28일 두 방송사의 합병으로 AVRO가 되었다.

## 주요 프로그램

### 텔레비전
- EénVandaag : 시사 프로그램. TROS와 공동 제작. NPO1에서 방송된다.
- 보야르 원정대(Fort Boyard) : 프랑스 게임 쇼의 네덜란드 판. NPO3에서 방송된다.
- Gehaktdag : 사회 풍자 쇼. NPO3에서 2010년 2월 12일 ~ 4월 9일까지 방송되었다.
- 주니어 유로비전 송 콘테스트

### 라디오
- Arbeidsvitaminen : 음악 및 토크 라디오 프로그램으로, 1946년 2월 19일부터 방송중인, 단일 프로그램에서는 세계에서 가장 오래된 라디오 프로그램으로 2006년 5월 1일 기네스 북에 올랐다.[3] NPO 라디오 5에서 방송된다.

## 같이 보기
- 네덜란드 공영 방송
- TROS
- AVROTROS